# 香苗玲音
香苗玲音（日语：香苗レノン，1998年4月28日—），出身於千葉縣的AV女優。

## 簡歷
2017年5月以kawaii*的專屬女優身分在AV界出道。出道時的廣告標語是「圧倒的透明感」。
2017年秋季離開專屬身分。

## 人物
興趣是看電影和動畫，身體很柔軟。因為天生身體就很柔軟，所以有體操和游泳的經驗。
初體驗是16歲。
出道後也喜歡看AV，憧憬的人是明日花綺羅和Rio。